# 君の神話〜アクエリオン第二章

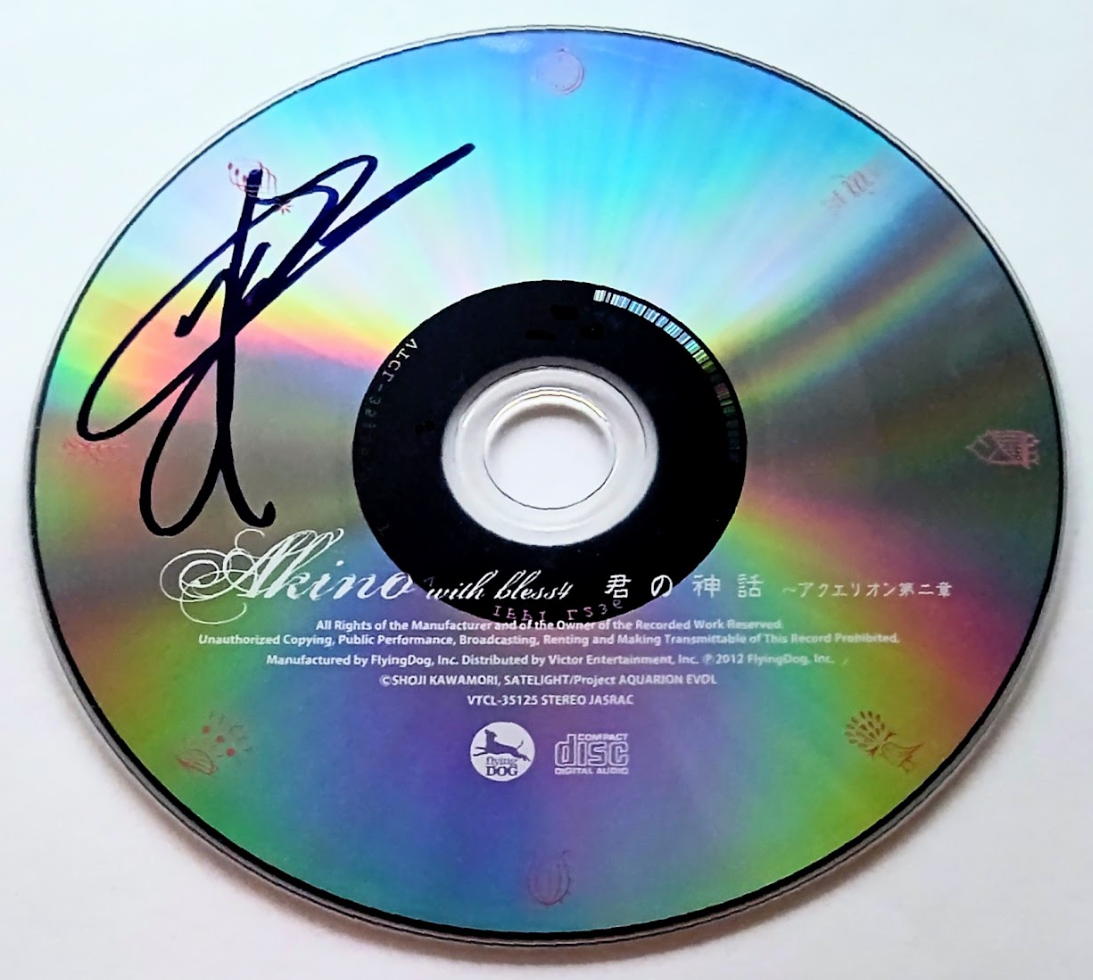
AKINOによる直筆サイン入りCD

「君の神話～アクエリオン第二章」（きみのしんわ アクエリオンだいにしょう）は、AKINO with bless4の3作目のシングル。2012年2月15日にFlyingDogから発売された。

## 音楽性
表題曲「君の神話～アクエリオン第二章」は、河森正治原作のテレビ東京系アニメ『アクエリオンEVOL』の前期OP主題歌に、カップリング曲の「月光シンフォニア」は前期EDテーマにそれぞれ採用されており、ダブルタイアップとなっている。

### 君の神話～アクエリオン第二章
「君の神話～アクエリオン第二章」は、『初恋』をテーマとしている。AKINO曰く、ミュージカル風であり、ゴスペルテイストでもあり、可愛さを全面に出した、爽やかで元気な明るい楽曲とのこと。前作『創聖のアクエリオン』の前期OP主題歌「創聖のアクエリオン」より音域が非常に高い楽曲となっており、サビも早口な為にまともに収録できるか不安だったという。また、インタビューでは、「1stシングル「創聖のアクエリオン」は自分が14歳の時に録って、20歳、21歳になって「君の神話」を歌ったんですけど、やっぱり14歳の声と今の声って全然違うじゃないですか。本当に14歳の声を超えられるのかな、という心配はありました。大人になって14歳と同じ声じゃいけないので、聴いてくれた皆さんにそういう変化も伝えられたらいいな… っていうプレッシャーがありました」と述懐している。
しかし、プロデュースを担当した菅野よう子によると、「14歳の時より上（音域）が2～3音伸びてるし、テクニックも前よりもガンガン上がっていたんです。14歳のAKINOちゃんのすごく良かったところ、純粋さ真っすぐさ、みずみずしさを保ちながらも、しなやかに強くなっていて本当にビックリした。こちらの想像を超える状態になっていた」と絶賛している。また、「彼女（AKINO）が現時点で出来得る最高の技術を目いっぱい使っています。余力無しで技術を凝らしていますから、これが歌えたら凄い。歌えるものなら歌ってみろ（笑）。気持ち的には（AKINOに対する）挑戦状」とも述べている。

### 月光シンフォニア
AKINO & AIKI from bless4名義のEDテーマ「月光シンフォニア」は、ラブソングのデュエット楽曲に仕上がっている。AKINOは本楽曲のレコーディングの際、実弟であるAIKIを恋人に見立てて歌ったという。また、レコーディングは難航し、6時間以上を費やしたとのこと。

### 歌詞について
今回は岩里祐穂に代わり、全作詞をGabriela Robinが担当している。
冒頭の歌詞「畏れ!」は、河森正治と菅野よう子の最初の打ち合わせの段階で既にできていたという。しかし、デモテープを聞いたスタッフから「恐れではじまるネガティブな歌詞はちょっと……」とクレームが寄せられてしまう。その際、菅野が「恐れ」ではなくて「畏れ」だと言い張り、強引に企画を通したという。
AKINOは「明日僕は君に出会うだろう」という歌詞が、誰かと巡り会いたいという内容を連想する為気に入っているという。

## リリース
本作は2012年2月15日にFlyingDogから発売された。AKINOのシングルとしては、前作「Go Tight!」から約7年ぶりのリリースであり、〈AKINO with bless4〉名義のシングル楽曲は今作が初となる。

## プロモーション／マーケティング
表題曲「君の神話～アクエリオン第二章」は、2012年1月2日放送のアニメソング系情報番組『アニソンぷらすLIVE 2012』でテレビ初披露された。

## アートワーク／パッケージ
ジャケットイラストには、今作でキャラクター原案を務めた倉花千夏作画のアマタ・ソラが描かれている。

## 評価
CDジャーナルは、「パイプオルガンの厳かなイントロに導かれダイナミックに飛翔するビート、高揚感を抑えきれない美しくも切ないメロディ。AKINOの澄みわたる歌声も神々しいまでの光をまとっている」「菅野よう子＆AKINOのヒットコンビによる再タッグは、恋愛禁止の新たな合体神話を盛り上げるのにふさわしいキャスティング」と評した。
河森正治（テレビアニメ『アクエリオンEVOL』総監督）は、「危険なくらいピュアで天翔けるような曲に仕上がりました」と評した。
本作プロデュース担当の菅野よう子は、「〈楽しみにしてください〉ってコメントをよく見ますけど、今回ほどそう思ったことはないです。これはお世辞でもなんでもなく、本当に楽しみにしてください」とコメントしている。

## Message
※AKINO with bless4による楽曲紹介
| 公開日        | 外部映像リンク                   | 公開元    |
| ------------- | -------------------------------- | --------- |
| 2012年2月14日 | 「君の神話～アクエリオン第二章」 | FlyingDog |

## ライヴ・パフォーマンス
表題曲「君の神話～アクエリオン第二章」は、2011年11月3日にベルサール秋葉原で行われたイベント『アクエリオンEVOL 神話的製作発表会』で初披露された。

## チャート成績／受賞
本作は2012年2月27日付オリコンウィークリーチャートで、初動2.3万枚を売り上げ3位を獲得。自身 / グループとしても初となるトップ3入りを果たす。また、Billboard Japan Hot 100では2月22日の初登場で8位を記録。同日、Hot Animationにおいても初登場2位を記録して以降、4月18日まで9週連続でトップ10にランクインし続けた。
mora 2012年・年間アニソンアルバムランキングでは1位を受賞。
累計売上枚数 / 4.4万枚

### チャート
| チャート                           | 最高位 |
| ---------------------------------- | ------ |
| オリコン（週間）                   | 3位    |
| オリコン週間アニメシングルチャート | 1位    |
| オリコン月間アニメシングルチャート | 1位    |
| Billboard JAPAN HOT 100            | 8位    |
| Billboard Hot Animation            | 2位    |
| Billboard JAPAN Top Singles Sales  | 3位    |
| i-TunesDLアニメランキング          | 1位    |
| サウンドスキャン                   | 6位    |
| CDTV                               | 5位    |
| RIAJ有料音楽配信チャート           | 6位    |

### 受賞
- mora 2012年・年間アニソンアルバムランキング - 受賞[19]
- アニソンキング 2012年 神・歌唱賞 - 2位
- 日本アニカン大賞2012 主題歌部門 - 10位ランクイン[20]
- AKINO15全曲総選挙 - 3位

## シングル収録曲
シングルCD
| #         | タイトル                                         | 作詞           | 作曲・編曲 | 作・編曲   | 時間 |
| --------- | ------------------------------------------------ | -------------- | ---------- | ---------- | ---- |
| 1.        | 「君の神話～アクエリオン第二章」                 | Gabriela Robin |            | 菅野よう子 | 5:31 |
| 2.        | 「月光シンフォニア」                             | Gabriela Robin |            | 菅野よう子 | 3:54 |
| 3.        | 「君の神話～アクエリオン第二章（Instrumental）」 |                |            |            | 5:31 |
| 4.        | 「月光シンフォニア（Instrumental）」             |                |            |            | 3:51 |
| 合計時間: | 合計時間:                                        | 合計時間:      | 合計時間:  | 18:48      |      |

歌唱名義
| 君の神話～アクエリオン第二章 | AKINO with bless4        |
| 月光シンフォニア             | AKINO & AIKI from bless4 |

## メディアでの使用
| タイトル                     | タイアップ                                                      | 採用年 |
| ---------------------------- | --------------------------------------------------------------- | ------ |
| 君の神話～アクエリオン第二章 | テレビアニメ『アクエリオンEVOL』前期OP主題歌                    | 2012年 |
| 君の神話～アクエリオン第二章 | リズムアクションゲーム『jubeat plus』『REFLEC BEAT plus』搭載曲 | 2013年 |
| 君の神話～アクエリオン第二章 | OVA『創勢のアクエリオンEVOL』挿入歌                             | 2015年 |
| 君の神話～アクエリオン第二章 | リズムアクションゲーム『禁断合体オトゲリオン』搭載曲            | 2015年 |
| 君の神話～アクエリオン第二章 | SANKYO『CRFアクエリオンEVOL』実機搭載曲                         | 2015年 |
| 君の神話～アクエリオン第二章 | テレビアニメ『アクエリオンロゴス』挿入歌                        | 2015年 |
| 君の神話～アクエリオン第二章 | SANKYO『CRFアクエリオンW R』実機搭載曲                          | 2018年 |
| 君の神話～アクエリオン第二章 | SANKYO『PFアクエリオンW 最終決戦ver.』実機搭載曲                | 2019年 |
| 君の神話～アクエリオン第二章 | 河森正治 プロデビュー40周年記念展『河森正治EXPO』ロングPV起用曲 | 2019年 |
| 君の神話～アクエリオン第二章 | SANKYO『PFアクエリオン ALL STARS』実機搭載曲                    | 2020年 |
| 君の神話～アクエリオン第二章 | SANKYO『パチスロ アクエリオン ALL STARS』実機搭載曲             | 2022年 |
| 君の神話～アクエリオン第二章 | SANKYO『PFアクエリオン極合体』実機搭載曲                        | 2023年 |
| 月光シンフォニア             | テレビアニメ『アクエリオンEVOL』前期EDテーマ                    | 2012年 |

## 収録アルバム
| タイトル                     | 収録アルバム | 発売日        |
| ---------------------------- | ------------ | ------------- |
| 君の神話～アクエリオン第二章 | 『Decennia』 | 2015年3月25日 |
| 月光シンフォニア             | 『Decennia』 | 2015年3月25日 |

## スタッフクレジット

### STAFF
Performed by AKINO
- Producer：菅野よう子
- Artist Management：YOSHI川満（川満アート・テイメント）
- Co-Producer : 佐々木史朗
- Director : 井上裕香子
- Recording ＆ Mixing Engineer : 薮原正史
- Mastering Engineer : 内田孝弘
- Promoter : 益子恵 / 伊藤将生
- Sha-fu : 北村文夫
- Sales Promoter : 赤塔直美
- Sleeve Design : 吉田直之
- Editorial Coordination : 藤田奈美
- Recorded at : VICTOR STUDIO

### ART STAFF
- Cover Illustration : 倉花千夏

### 楽曲STAFF
01.「君の神話～アクエリオン第二章」
by AKINO with bless4
- Piano ＆ Keyboards : 菅野よう子
- Drums : 玉田豊夢
- Guitar：西川進
- Bass：キタダマキ
- Strings : 藤堂昌彦
- Synthesizer Manipulating : 浦田恵司 / 坂元俊介

02.「月光シンフォニア」
by AKINO & AIKI from bless4
- Piano ＆ Keyboards : 菅野よう子
- Guitar：西川進
- Strings : 篠崎正嗣
- Synthesizer Manipulating : 浦田恵司 / 坂元俊介

## カバー
君の神話～アクエリオン第二章
- Machico -『COLORS』（2014年6月11日）
- Dizzi -『EXIT TRANCE PRESETNS SPEED アニメトランスBEST15』（2015年4月1日）
- パクユラ -『熱烈! アニソン魂ULTIMATEカバーシリーズ2017 JAPAN ANIMESONG COLLECTION mini vol.1』（2017年9月20日）

月光シンフォニア
- AKINO & KANASA from bless4 - bless4アコースティックライブ『ラブ♡LOVE』にて歌唱（2023年3月25日）[21]

## ワンマンライヴ

### 解説
2012年9月8日、自身初となるワンマンライヴ『〜君の神話〜』をAKINO with bless4名義で開催。ソロデビューから様々な合同イベントに参加してきたが、ワンマンライヴは今回が初開催であり、デビューから約7年かかっている。また、当日は関係者席に菅野よう子、岩里祐穂が招待されていたとのこと。
会場は神奈川県川崎市川崎区のライブハウス : CLUB CITTA'川﨑

### スケジュール

#### 開催日時
- 開催日　2012年9月8日
- 開場　17：00 -
- 開演　18：00 -

#### チケット
- プレオーダー受付　7月28日 - 8月8日
- 一般発売　8月18日 - 9月5日

### ライヴ紹介
※AKINO with bless4によるライヴ紹介
| 公開日        | 外部映像リンク               | 公開元                 |
| ------------- | ---------------------------- | ---------------------- |
| 2012年7月10日 | ワンマンライヴ「~君の神話~」 | 川満アート・テイメント |

### セットリスト
※黒文字はbless4名義の楽曲
| セットリスト | セットリスト                 |
| ------------ | ---------------------------- |
| 01           | イヴの断片                   |
| 02           | Go Tight!                    |
| 03           | プライド～嘆きの旅           |
| 04           | ニケ15歳                     |
| 05           | ZERO ゼロ                    |
| 06           | I Don´t know                 |
| 07           | Around＆Around               |
| 08           | 夢つむぎ                     |
| 09           | 素足                         |
| 10           | Genesis of Aquarion          |
| 11           | Genesis of LOVE～愛の起源    |
| 12           | 月光シンフォニア             |
| 13           | パラドキシカルZOO            |
| 14           | 君の神話～アクエリオン第二章 |
| ENCORE       |                              |
| 15           | 荒野のヒース                 |
| 16           | 創聖のアクエリオン           |
| W - ENCORE   |                              |
| 17           | Chance To Shine              |
| 18           | We Are bless4（神・話Ver）   |

### 主催
- 川満アート・テイメント

### 協賛
- サテライト

### 協力
- FlyingDog